# Screen Actors Guild Awards 2017

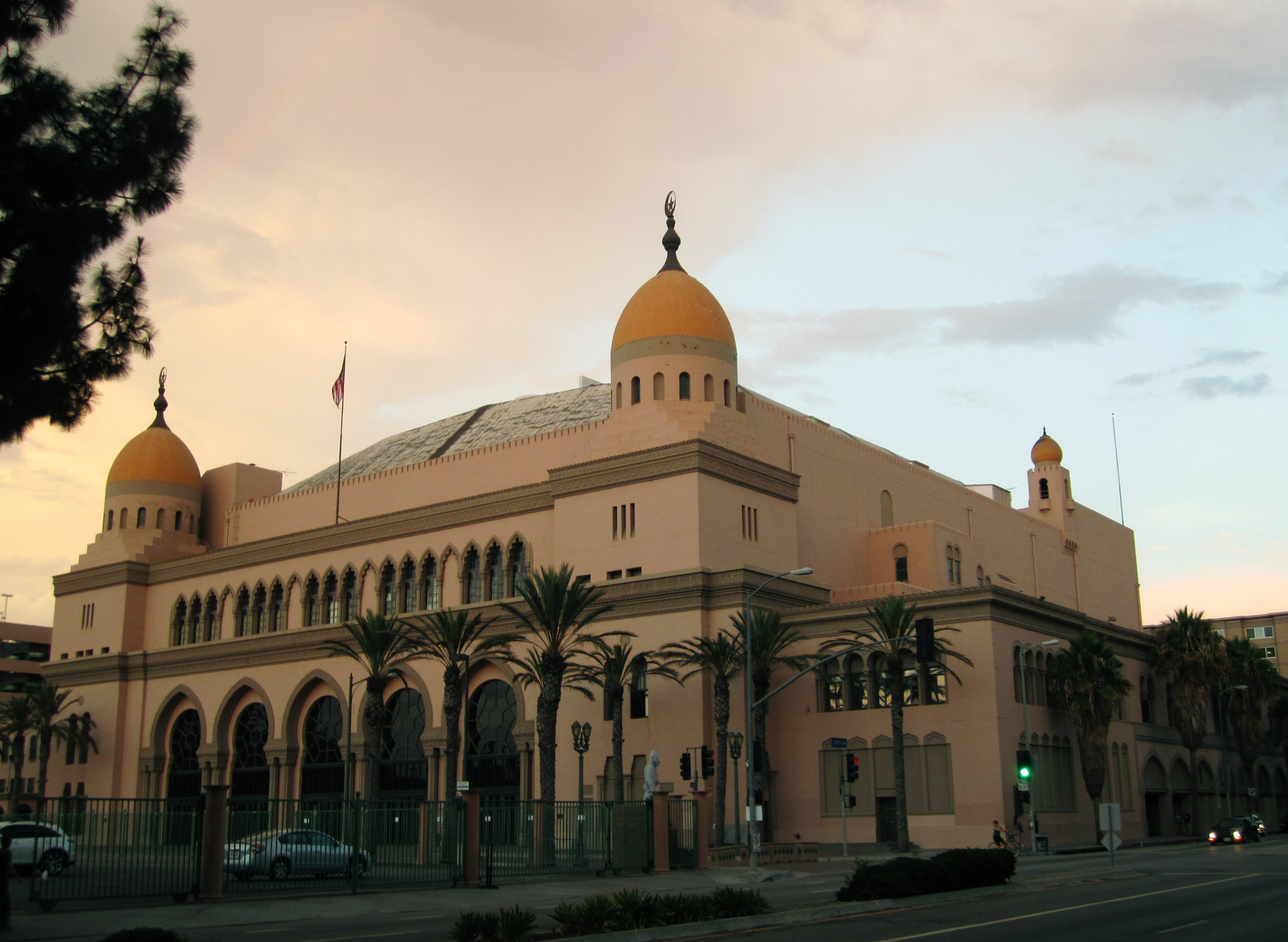
Das Shrine Exposition Center, Veranstaltungsort der Screen Actors Guild Awards 2017

Die 23. Verleihung der US-amerikanischen Screen Actors Guild Awards (englisch 23rd Screen Actors Guild Awards), die die Screen Actors Guild jedes Jahr in den Bereichen Film (6 Kategorien) und Fernsehen (9 Kategorien) vergibt, fand am 29. Januar 2017 im Shrine Exposition Center in Los Angeles statt. Die so genannten SAG Awards ehren, im Gegensatz beispielsweise zum Golden Globe Award, nur Film-, Fernseh- und Ensembleschauspieler und gelten als Gradmesser für die bevorstehende Oscar-Verleihung. Gekürt wurden die Sieger von den Mitgliedern der Screen Actors Guild, der man angehören muss, um in den Vereinigten Staaten als Schauspieler zu arbeiten.
Die Nominierten waren am 14. Dezember 2016 im Silver Screen Theater des Pacific Design Centers in West Hollywood von den Schauspielern Sophia Bush und Common bekanntgegeben worden. In den Vereinigten Staaten wurde die Verleihung live von den Kabelsendern TNT und TBS gezeigt.
Für ihr Lebenswerk wurde die US-amerikanische Schauspielerin Lily Tomlin gewürdigt.

## Gewinner und Nominierte im Bereich Film
| Film                                          | N | A |
| --------------------------------------------- | - | - |
| Manchester by the Sea                         | 4 | 0 |
| Fences                                        | 3 | 2 |
| Moonlight                                     | 3 | 1 |
| Hacksaw Ridge – Die Entscheidung              | 2 | 1 |
| Hidden Figures – Unerkannte Heldinnen         | 2 | 1 |
| La La Land                                    | 2 | 1 |
| Captain Fantastic – Einmal Wildnis und zurück | 2 | 0 |
| Florence Foster Jenkins                       | 2 | 0 |
| Lion – Der lange Weg nach Hause               | 2 | 0 |

### Bester Hauptdarsteller
Denzel Washington – Fences
Casey Affleck – Manchester by the Sea
Andrew Garfield – Hacksaw Ridge – Die Entscheidung (Hacksaw Ridge)
Ryan Gosling – La La Land
Viggo Mortensen – Captain Fantastic – Einmal Wildnis und zurück (Captain Fantastic)

### Beste Hauptdarstellerin
Emma Stone – La La Land
Amy Adams – Arrival
Emily Blunt – Girl on the Train (The Girl on the Train)
Natalie Portman – Jackie: Die First Lady (Jackie)
Meryl Streep – Florence Foster Jenkins

### Bester Nebendarsteller
Mahershala Ali – Moonlight
Jeff Bridges – Hell or High Water
Hugh Grant – Florence Foster Jenkins
Lucas Hedges – Manchester by the Sea
Dev Patel – Lion – Der lange Weg nach Hause (Lion)

### Beste Nebendarstellerin
Viola Davis – Fences
Naomie Harris – Moonlight
Nicole Kidman – Lion – Der lange Weg nach Hause (Lion)
Octavia Spencer – Hidden Figures – Unerkannte Heldinnen (Hidden Figures)
Michelle Williams – Manchester by the Sea

### Bestes Schauspielensemble in einem Film
Hidden Figures – Unerkannte Heldinnen (Hidden Figures)

Mahershala Ali, Kevin Costner, Kirsten Dunst, Taraji P. Henson, Aldis Hodge, Janelle Monáe, Jim Parsons, Glen Powell und Octavia Spencer
Captain Fantastic – Einmal Wildnis und zurück (Captain Fantastic)
Annalise Basso, Shree Crooks, Ann Dowd, Kathryn Hahn, Nicholas Hamilton, Samantha Isler, Frank Langella, George MacKay, Erin Moriarty, Viggo Mortensen, Missi Pyle, Charlie Shotwell und Steve Zahn
Fences
Jovan Adepo, Viola Davis, Stephen Henderson, Russell Hornsby, Saniyya Sidney, Denzel Washington und Mykelti Williamson
Manchester by the Sea
Casey Affleck, Matthew Broderick, Kyle Chandler, Lucas Hedges, Gretchen Mol und Michelle Williams
Moonlight
Mahershala Ali, Naomie Harris, André Holland, Jharrel Jerome, Janelle Monáe, Trevante Rhodes und Ashton Sanders

### Bestes Stuntensemble in einem Film
Hacksaw Ridge – Die Entscheidung (Hacksaw Ridge)
The First Avenger: Civil War (Captain America: Civil War)
Doctor Strange
Jason Bourne
Nocturnal Animals

## Gewinner und Nominierte im Bereich Fernsehen
| Serie/Film                              | N | A |
| --------------------------------------- | - | - |
| The Crown                               | 3 | 2 |
| American Crime Story                    | 3 | 1 |
| Game of Thrones                         | 3 | 1 |
| Stranger Things                         | 3 | 1 |
| Westworld                               | 3 | 0 |
| Orange Is the New Black                 | 2 | 1 |
| Veep – Die Vizepräsidentin              | 2 | 1 |
| Black-ish                               | 2 | 0 |
| Grace and Frankie                       | 2 | 0 |
| House of Cards                          | 2 | 0 |
| Modern Family                           | 2 | 0 |
| The Night Of – Die Wahrheit einer Nacht | 2 | 0 |
| Unbreakable Kimmy Schmidt               | 2 | 0 |

### Bester Darsteller in einem Fernsehfilm oder Miniserie
Bryan Cranston – Der lange Weg (All the Way)
Riz Ahmed – The Night Of – Die Wahrheit einer Nacht (The Night Of)
Sterling K. Brown – American Crime Story (The People v. O. J. Simpson: American Crime Story)
John Turturro – The Night Of – Die Wahrheit einer Nacht (The Night Of)
Courtney B. Vance – American Crime Story (The People v. O. J. Simpson: American Crime Story)

### Beste Darstellerin in einem Fernsehfilm oder Miniserie
Sarah Paulson – American Crime Story (The People v. O. J. Simpson: American Crime Story)
Bryce Dallas Howard – Black Mirror
Felicity Huffman – American Crime
Audra McDonald – Lady Day at Emerson’s Bar & Grill
Kerry Washington – Auf Treu und Glauben (Confirmation)

### Bester Darsteller in einer Dramaserie
John Lithgow – The Crown
Sterling K. Brown – This Is Us – Das ist Leben (This Is Us)
Peter Dinklage – Game of Thrones
Rami Malek – Mr. Robot
Kevin Spacey – House of Cards

### Beste Darstellerin in einer Dramaserie
Claire Foy – The Crown
Millie Bobby Brown – Stranger Things
Thandiwe Newton – Westworld
Winona Ryder – Stranger Things
Robin Wright – House of Cards

### Bester Darsteller in einer Comedyserie
William H. Macy – Shameless
Anthony Anderson – Black-ish
Tituss Burgess – Unbreakable Kimmy Schmidt
Ty Burrell – Modern Family
Jeffrey Tambor – Transparent

### Beste Darstellerin in einer Comedyserie
Julia Louis-Dreyfus – Veep – Die Vizepräsidentin (Veep)
Uzo Aduba – Orange Is the New Black
Jane Fonda – Grace and Frankie
Ellie Kemper – Unbreakable Kimmy Schmidt
Lily Tomlin – Grace and Frankie

### Bestes Schauspielensemble in einer Dramaserie
Stranger Things

Millie Bobby Brown, Cara Buono, Joe Chrest, Natalia Dyer, David Harbour, Charlie Heaton, Joe Keery, Gaten Matarazzo, Caleb McLaughlin, Matthew Modine, Rob Morgan, John Reynolds, Winona Ryder, Noah Schnapp, Mark Steger und Finn Wolfhard
The Crown
Claire Foy, Clive Francis, Harry Hadden-Paton, Victoria Hamilton, Daniel Ings, Billy Jenkins, Vanessa Kirby, John Lithgow, Lizzy McInnerny, Ben Miles, Jeremy Northam, Nicholas Rowe, Matt Smith, Pip Torrens und Harriet Walter
Downton Abbey
Samantha Bond, Hugh Bonneville, Patrick Brennan, Laura Carmichael, Jim Carter, Raquel Cassidy, Paul Copley, Brendan Coyle, Michelle Dockery, Kevin Doyle, Michael C. Fox, Joanne Froggatt, Matthew Goode, Harry Hadden-Paton, Rob James-Collier, Sue Johnston, Allen Leech, Phyllis Logan, Elizabeth McGovern, Sophie McShera, Lesley Nicol, Douglas Reith, David Robb, Maggie Smith, Jeremy Swift, Howard Ward und Penelope Wilton
Game of Thrones
Alfie Allen, Jacob Anderson, Dean-Charles Chapman, Emilia Clarke, Nikolaj Coster-Waldau, Liam Cunningham, Peter Dinklage, Nathalie Emmanuel, Kit Harington, Lena Headey, Conleth Hill, Kristofer Hivju, Michiel Huisman, Faye Marsay, Jonathan Pryce, Sophie Turner, Carice van Houten, Gemma Whelan und Maisie Williams
Westworld
Ben Barnes, Ingrid Bolsø Berdal, Ed Harris, Luke Hemsworth, Anthony Hopkins, Sidse Babett Knudsen, James Marsden, Leonardo Nam, Thandiwe Newton, Talulah Riley, Rodrigo Santoro, Angela Sarafyan, Jimmi Simpson, Ptolemy Slocum, Evan Rachel Wood, Shannon Woodward und Jeffrey Wright

### Bestes Schauspielensemble in einer Comedyserie
Orange Is the New Black

Uzo Aduba, Alan Aisenberg, Danielle Brooks, Blair Brown, Jackie Cruz, Lea DeLaria, Beth Dover, Kimiko Glenn, Annie Golden, Laura Gómez, Diane Guerrero, Michael J. Harney, Brad William Henke, Vicky Jeudy, Julie Lake, Selenis Leyva, Natasha Lyonne, Taryn Manning, James McMenamin, Adrienne C. Moore, Kate Mulgrew, Emma Myles, Matt Peters, Lori Petty, Jessica Pimentel, Dascha Polanco, Laura Prepon, Jolene Purdy, Elizabeth Rodriguez, Nick Sandow, Abigail Savage, Taylor Schilling, Constance Shulman, Dale Soules, Yael Stone, Lin Tucci und Samira Wiley
The Big Bang Theory
Mayim Bialik, Kaley Cuoco, Johnny Galecki, Simon Helberg, Kunal Nayyar, Jim Parsons und Melissa Rauch
Black-ish
Anthony Anderson, Miles Brown, Deon Cole, Laurence Fishburne, Jenifer Lewis, Peter Mackenzie, Marsai Martin, Jeff Meacham, Tracee Ellis Ross, Marcus Scribner und Yara Shahidi
Modern Family
Aubrey Anderson-Emmons, Julie Bowen, Ty Burrell, Jesse Tyler Ferguson, Nolan Gould, Sarah Hyland, Jeremy Maguire, Ed O’Neill, Rico Rodriguez, Eric Stonestreet, Sofía Vergara und Ariel Winter
Veep – Die Vizepräsidentin (Veep)
Dan Bakkedahl, Sufe Bradshaw, Anna Chlumsky, Gary Cole, Kevin Dunn, Clea DuVall, Nelson Franklin, Tony Hale, Hugh Laurie, Julia Louis-Dreyfus, Sam Richardson, Reid Scott, Timothy Simons, John Slattery, Sarah Sutherland, Matt Walsh und Wayne Wilderson

### Bestes Stuntensemble in einer Fernsehserie
Game of Thrones
Marvel’s Daredevil
Marvel’s Luke Cage
The Walking Dead
Westworld

## Preis für das Lebenswerk
Lily Tomlin